# Fenghe (socken i Kina, Guizhou)
Fenghe (kinesiska: 奉合, 奉合水族乡) är en socken i Kina. Den ligger i provinsen Guizhou, i den sydvästra delen av landet, omkring 120 kilometer sydost om provinshuvudstaden Guiyang. Antalet invånare är 5838. Befolkningen består av 2 815 kvinnor och 3 023 män. Barn under 15 år utgör 0,00 %, vuxna 15-64 år 66 %, och äldre över 65 år 9,0 %.